# تپه چشمه علی‌آباد
تپه چشمه علی‌آباد مربوط به دوره هخامنشی - دوره ساسانیان است و در شهرستان مرودشت، بخش مرکزی، روستای جلال‌آباد واقع شده و این اثر در تاریخ ۲۸ مرداد ۱۳۴۵ با شمارهٔ ثبت ۵۶۰ به‌عنوان یکی از آثار ملی ایران به ثبت رسیده است.